# Baby (Seine-et-Marne)
Baby ist eine französische Gemeinde mit 112 Einwohnern (Stand 1. Januar 2022) im Département Seine-et-Marne in der Region Île-de-France. Sie gehört zum Arrondissement Provins und zum Kanton Provins.

## Geographie
Umgeben wird Baby von den drei Nachbargemeinden:
| Villenauxe-la-Petite |                                             | Villuis    |
|                      | Kompassrose, die auf Nachbargemeinden zeigt |            |
|                      |                                             | Perceneige |

## Geschichte
Das Gebiet von Baby ist seit der Antike besiedelt. Gallo-römische Funde bezeugen dies.
In einer Urkunde aus dem Jahr 1507 wird ein Jean de Veelu als Grundherr in Baby genannt. 1650 geht der Besitz an den königlichen Kammerdiener Nicolas Lefevre über.

## Bevölkerungsentwicklung
| Jahr      | 1962 | 1968 | 1975 | 1982 | 1990 | 1999 | 2007 |
| Einwohner | 95   | 80   | 69   | 59   | 80   | 66   | 69   |

## Sehenswürdigkeiten

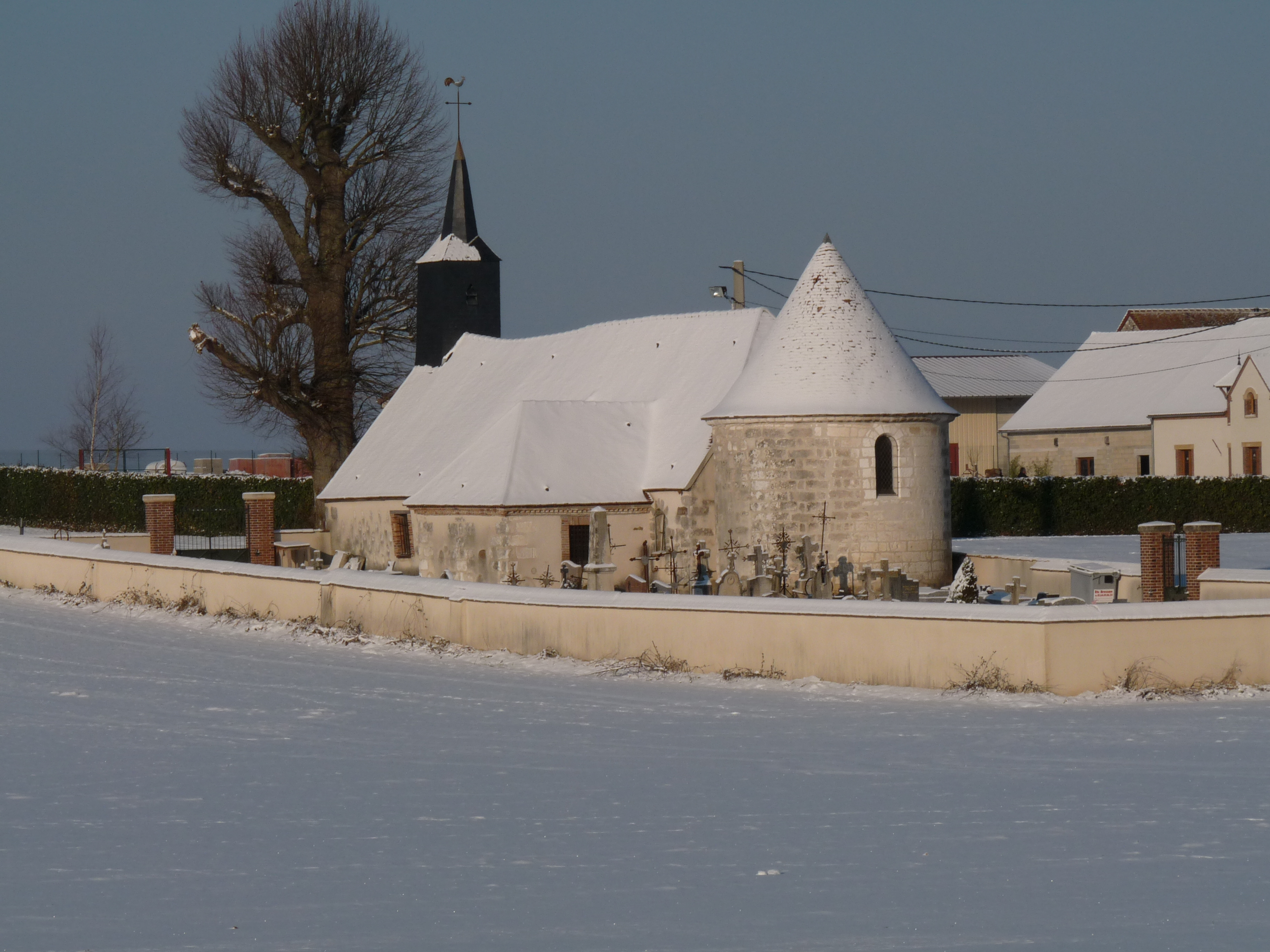
Kapelle Sainte-Anne

Siehe auch: Liste der Monuments historiques in Baby (Seine-et-Marne)
- Kapelle Sainte-Anne, errichtet ab dem 11. Jahrhundert